# Église Saint-Pierre-et-Saint-Paul de Doboj
Pour les articles homonymes, voir Église Saint-Pierre-et-Saint-Paul.
L'église Saint-Pierre-et-Saint-Paul (en serbe cyrillique : Храм Светих апостола Петра и Павла ; en serbe latin : Hram Svetih apostola Petra i Pavla) est située en Bosnie-Herzégovine, sur le territoire de la ville de Doboj et sur celui de la ville de Doboj.

## Localisation

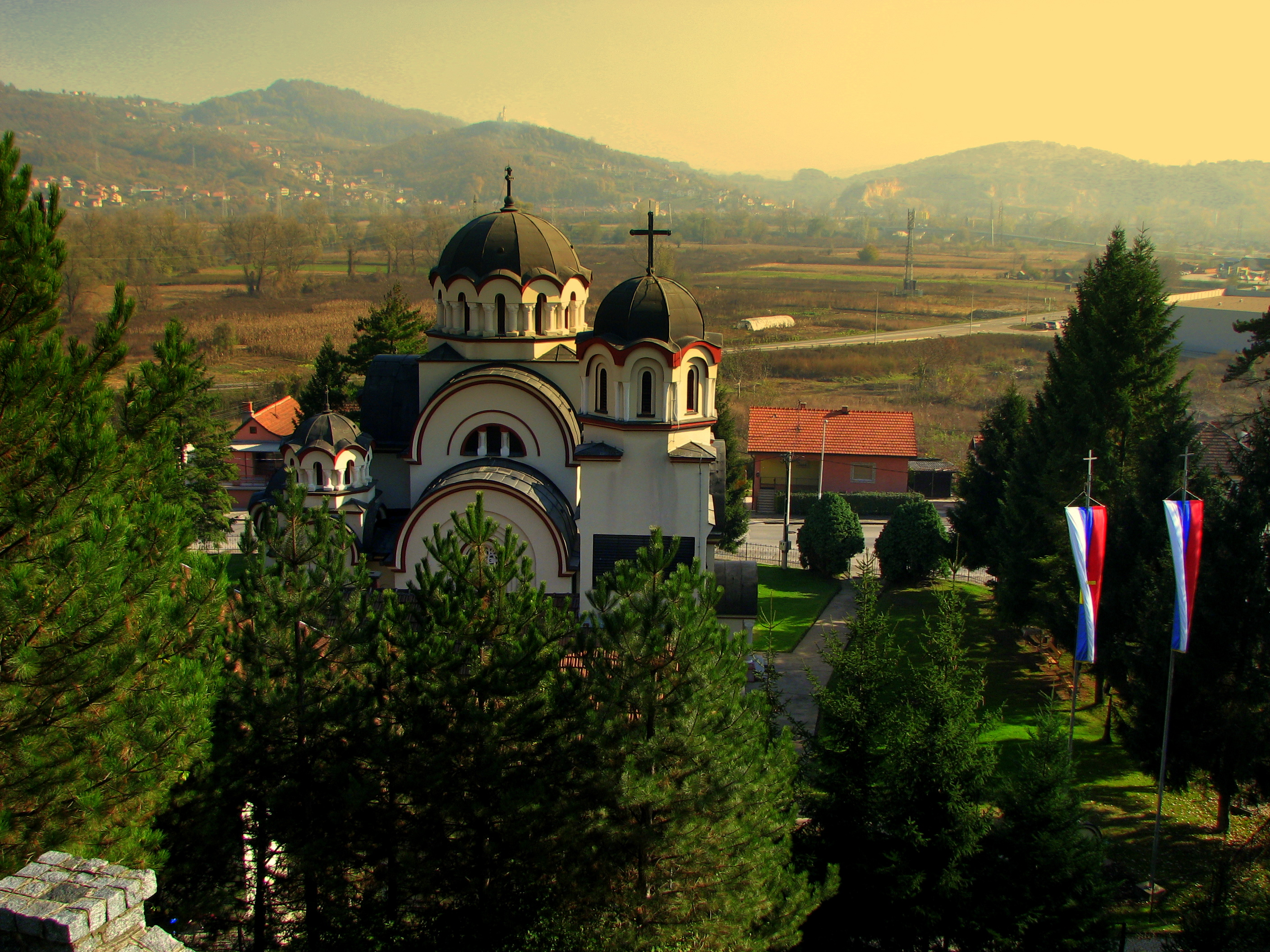
L'église dans son environnement